# درجة مهندس
درجة المهندس هي شهادة أكاديمية متقدمة في الهندسة، تُمنح في أوروبا، وبعض دول آسيا وأمريكا اللاتينية، وشمال إفريقيا، وعدد قليل من المؤسسات في الولايات المتحدة. وقد تتطلب هذه الدرجة كتابة أطروحة، غير أنها تتطلب دائمًا إنجاز مشروع غير نظري. وعادةً ما تتراوح مدة الدراسة بين أربع وخمس سنوات، حسب الدولة والجامعة. إضافةً إلى ذلك، قد تُحدد شروط إضافية لإصدار الشهادات أو التراخيص التي تسمح بمزاولة مهنة الهندسة بعد التخرج.

## أمريكا الشمالية

### الولايات المتحدة
تتطلب درجة المهندس في الولايات المتحدة سنة إضافية من الدراسة بعد درجة الماجستير، أو سنتين بعد درجة البكالوريوس، وغالبًا ما تتضمن شرط تقديم أطروحة. يشترط أن تكون الأطروحة في الكلية البحرية للدراسات العليا «أشمل وأوفى من ناحية نطاق المشكلة وحلها مما هي عليه في أطروحة الماجستير»، مع رغم أنها «لا تقتضي بالضرورة أن تلبي معيار البحث الأصلي والمساهمة في المعرفة الأساسية التي تطبق على أطروحات الدكتوراه». أما جامعة كاليفورنيا في لوس أنجلوس فقد حددت بصريح العبارة درجة المهندس باعتبارها تعادل مستوى الامتحان التمهيدي لنيل درجة الدكتوراه، أي دون أن تشمل المساهمة المعرفية.
كانت درجة المهندس تُمنح بالأصل بوصفها درجة أولى، وهي تقابل في مستواها درجة البكالوريوس. خول معهد رينسيلار للفنون التطبيقية بموجب ميثاقه الصادر عام 1824 بمنح درجتي مهندس مدني ومهندس طبوغرافي، إلى جانب درجة بكالوريوس في العلوم، وقد مُنحت أولى الشهادات في الهندسة المدنية سنة 1835. كذلك منحت كل من كلية دارتموث (بدءًا من عام 1845)، وجامعة ميشيغان (بدءًا من عام 1855)، وجامعة ييل (بدءًا من عام 1860) درجات في الهندسة المدنية، في حين بدأت جامعة كولومبيا بمنح درجة مهندس مناجم اعتبارًا من عام 1867. أصبحت درجة المهندس تمنح عند مستوى الدراسات العليا بحلول مطلع القرن العشرين، إذ كشف مسح أجرته لجنة تابعة لرابطة الجامعات الأمريكية عام 1916 أن ذلك الأمر كان ينطبق على أكثر من ثلثي الجامعات التي شملها الاستطلاع. وقد أوصت اللجنة أن يقتصر منح درجة مهندس على الدراسات التي تتجاوز مستوى الماجستير.

### المكسيك
درجة المهندس في المكسيك هي برنامج يمتد من خمس إلى عشر سنوات، وتتجاوز مستوى درجة الماجستير. وتمثل درجة نهائية تخول حاملها الحصول على شهادة لمزاولة المهنة. أما على الصعيد الدولي، فيمكن اعتبار أن هذه الدرجة تعادل درجة دكتوراه في الهندسة، وهو ما يمكن التحقق منه من خلال مصادر موثوقة، مثل قاموس كولينز الإلكتروني للترجمة، الذي يترجم مصطلح «إنخنيرو» في السياق المكسيكي إلى «دكتور»، ويعطي مثالًا على ذلك «م. كينتانيا ~ د. كينتانيا». تستعرض وثيقة سمات الخريجين والكفاءات المهنية، الصادرة عن التحالف الدولي للهندسة، المؤهلات والاعتمادات التي يحملها المهندس المهني في جميع الدول الموقعة، متضمنةً المكسيك وتشيلي. ويمكن الاستعانة بمنصة يونيرانك لتحديد مستوى برامج الهندسة، البالغة مدتها خمس سنوات، التي تقدمها كليات مرموقة ومعتمدة. مثلًا، ينتقل برنامج الهندسة في جامعة كينتانا رو من مستوى بكالوريوس إلى دكتوراه حسب مستواه على مصفوفة الدرجات.

## أمريكا اللاتينية

### تشيلي
يختلف نظام التعليم العالي في تشيلي عن النموذج الأمريكي في أن لقب مهندس يُمنح من خلال برنامج «اللقب المهني في الهندسة»، الذي تبلغ مدته ست سنوات. وينطوي هذا اللقب المهني على درجة بكالوريوس في العلوم، وهو ما يتيح للخريجين الالتحاق ببرامج الماجستير أو الدكتوراه. عوضًا عن ذلك، فإن بوسع الخريجين التقدم مباشرةً إلى برنامج الدكتوراه بعد إنهاء هذا البرنامج الذي يستغرق ست سنوات. على هذا، فإن اللقب المهني التشيلي في الهندسة يعادل من الناحية الأكاديمية درجةً تتعدى الماجستير، وتبلغ مدتها ست سنوات.

## أوروبا
كانت معظم دول أوروبا القارية تمنح درجة مهندس لطلاب الجامعات التقنية بعد إتمامهم خمس سنوات من الدراسة، وذلك قبل تطبيق عملية بولونيا. وعادةً ما كانت هذه الدرجة تُمنح بوصفها أول شهادة جامعية بعد إنهاء المرحلة الثانوية، وكانت تضمن لحملتها مواصلة الدراسة على مستوى درجة الدكتوراه.
كانت درجة مهندس تعرف بالدبلوم وفقًا للتقليد الألماني في التعليم العالي. إضافةً إلى ألمانيا، فقد كان هذا النظام شائعًا في دول مثل ألبانيا، والنمسا، وبيلاروس، وبلجيكا، والبوسنة والهرسك، وبلغاريا، وكرواتيا، والتشيك، وفنلندا، واليونان، والمجر، والجبل الأسود، وهولندا، وبولندا، والبرتغال، ورومانيا، وروسيا، وصربيا، وسلوفاكيا، وسلوفينيا، وإسبانيا، وسويسرا.
باتت الجامعات تقسم دراسات التعليم العالي إلى ثلاث مراحل تعليمية بعد إدخال عملية بولونيا، ويقابلها درجة البكالوريوس التي تستغرق بين ثلاث وأربع سنوات، ودرجة الماجستير التي تستغرق من سنة إلى سنتين، ودرجة الدكتوراه. وبناءً عليه، أصبحت الدراسات الهندسية تقسم الآن إلى مرحلتين المرحلة الأولى هي درجة البكالوريوس (تتراوح مدتها من ثلاث إلى أربع سنوات)، والقسم الثاني الاختياري (تتراوح مدته من سنة إلى سنتين)، وبعدها تُمنح درجة المهندس التقليدية، أو درجة الماجستير. ومع ذلك، غالبًا ما يمكن دمج هذه البرامج في برنامج موحد «متكامل» في العديد من البلدان، وعادةً ما يدوم خمس أو ست سنوات (مع أن مدته لا تتجاوز أربع سنوات في إنجلترا وويلز وأيرلندا الشمالية). لكن عندما يحتسب المرء المسار الكامل لتأهيل مهندس معتمد أو مهندس مسجل في المملكة المتحدة، فإن الحد الأدنى لذلك يبلغ ثمان سنوات. وقد اختلفت الدول في تطبيق عملية بولونيا، أي الجمع ما بين المرحلتين الأولى (البكالوريوس) والثانية (الماجستير)، حتى عند اعتبارهما درجةً واحدةً، فقد تتراوح مدتهما ما بين أربع وست سنوات، مع أن العديد من الدول كانت قد حددتها بخمس سنوات حدًا أدنى.
تحتفظ معظم الجامعات التقليدية ببرامجها الأكاديمية الرئيسية التي تمنح شهادات، مثل شهادة ماجستير علوم الهندسة في السويد التي تستغرق خمس سنوات، وهي تختلف عن نظام 3+2 الذي يمنح درجة البكالوريوس ثم الماجستير، غير أن الطالب الذي يكمل كلتا المرحلتين في إحدى الجامعات التقنية السويدية، فإنه يُعد أيضًا مستوفيًا لمتطلبات درجة ماجستير علوم الهندسة. يُدرس جزء كبير من الهندسة في فرنسا في المدارس الهندسية، وهي جزء من منظومة المدارس الكبرى الفرنسية. اعتُبر دبلوم المهندس من مستوى درجة الماجستير رسميًا، وذلك منذ اعتماد عملية بولونيا، أي ما يكافئ درجةً مدمجةً تشمل البكالوريوس والماجستير. تُعرف الدرجة الهندسية التقليدية في ألمانيا بالدبلوم الهندسي. وعمومًا، تعادل هذه الدرجة درجتي البكالوريوس والماجستير مجتمعتين، ولا يجدر الخلط بينها وبين درجة الماجستير القديمة. لدى أوروبا مؤهل ولقب هندسي مهني دولي يعرف باسم «المهندس الأوروبي»، وهو يمنح بعد إجراء مراجعة أقران، عقب استكمال سبع سنوات من التعليم والتدريب والخبرة المهنية.

### إيطاليا
في إيطاليا، كانت هناك درجة في الهندسة تُمنح بعد إتمام خمس سنوات من الدراسة الجامعية، ثم يتعين على المرء اجتياز امتحان حكومي حتى يصبح مهندسًا محترفًا بحكم القانون. وقد كانت درجة الهندسة تتطلب جهدًا بالغًا من الناحية التاريخية، إذ كان البرنامج الدراسي، الذي يبلغ مدته خمس سنوات، يستغرق في المتوسط ثماني سنوات حتى الانتهاء، واستطاع أقل من 5% من الطلبة التخرج في غضون خمس سنوات.

### رومانيا ومولدوفا
اتبعت رومانيا ومولدوفا النظام الفرنسي. إذ تعين على المرء الحصول على شهادة البكالوريا للالتحاق بالجامعة. كانت درجة الهندسة تُعرف باسم دبلوم المهندس، ويحمل الخريج لقب الدبلوماسي المهندس. تعادل هذه السنوات الدراسية الخمس درجة الماجستير وفق نظام بولونيا (مثل ماجستير العلوم أو ماجستير الهندسة أو ماجستير تطبيقات الحاسوب). وتختتم هذه الدورة الدراسية، التي تبلغ مدتها خمس سنوات، بمجموعة شاملة من الامتحانات التخصصية (امتحانات شهادة الدبلوم). وتُعد العلامتان تسعة وعشرة استثنائيتين. كانت بعض الجامعات تمنح ما يُعرف باسم شهادة دبلوم هندسة فرعية، وهي دورة دراسية تبلغ مدتها ثلاث سنوات، وتعادل شهادة جامعية.